# Melito di Porto Salvo
Melito di Porto Salvo – miejscowość i gmina we Włoszech, w regionie Kalabria, w prowincji Reggio Calabria.
Według danych na rok 2004 gminę zamieszkiwały 10 483 osoby, 299,5 os./km².